# Gertrud Vasegaard

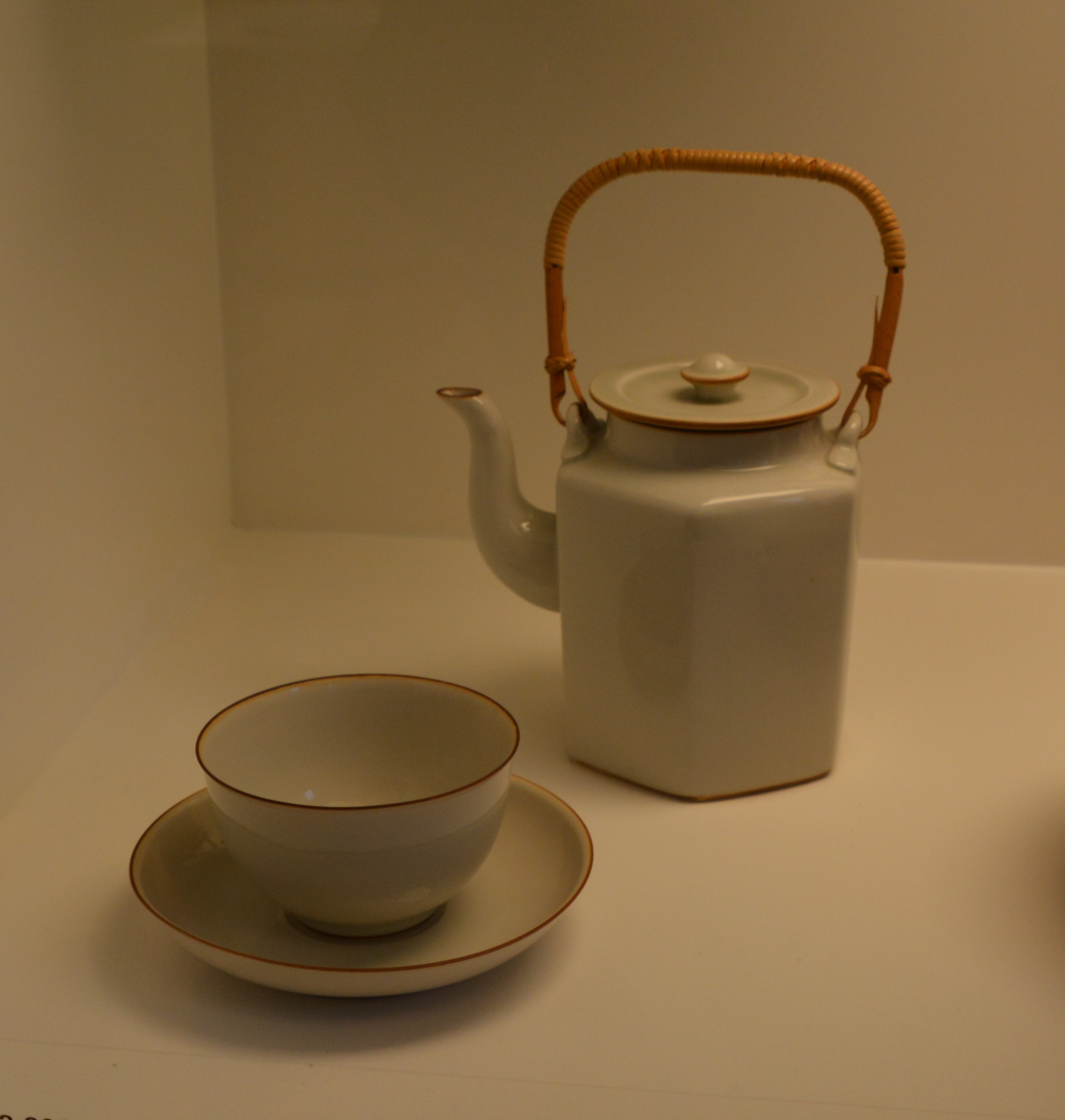
Teservis från 1956, Bing & Grøndahl.

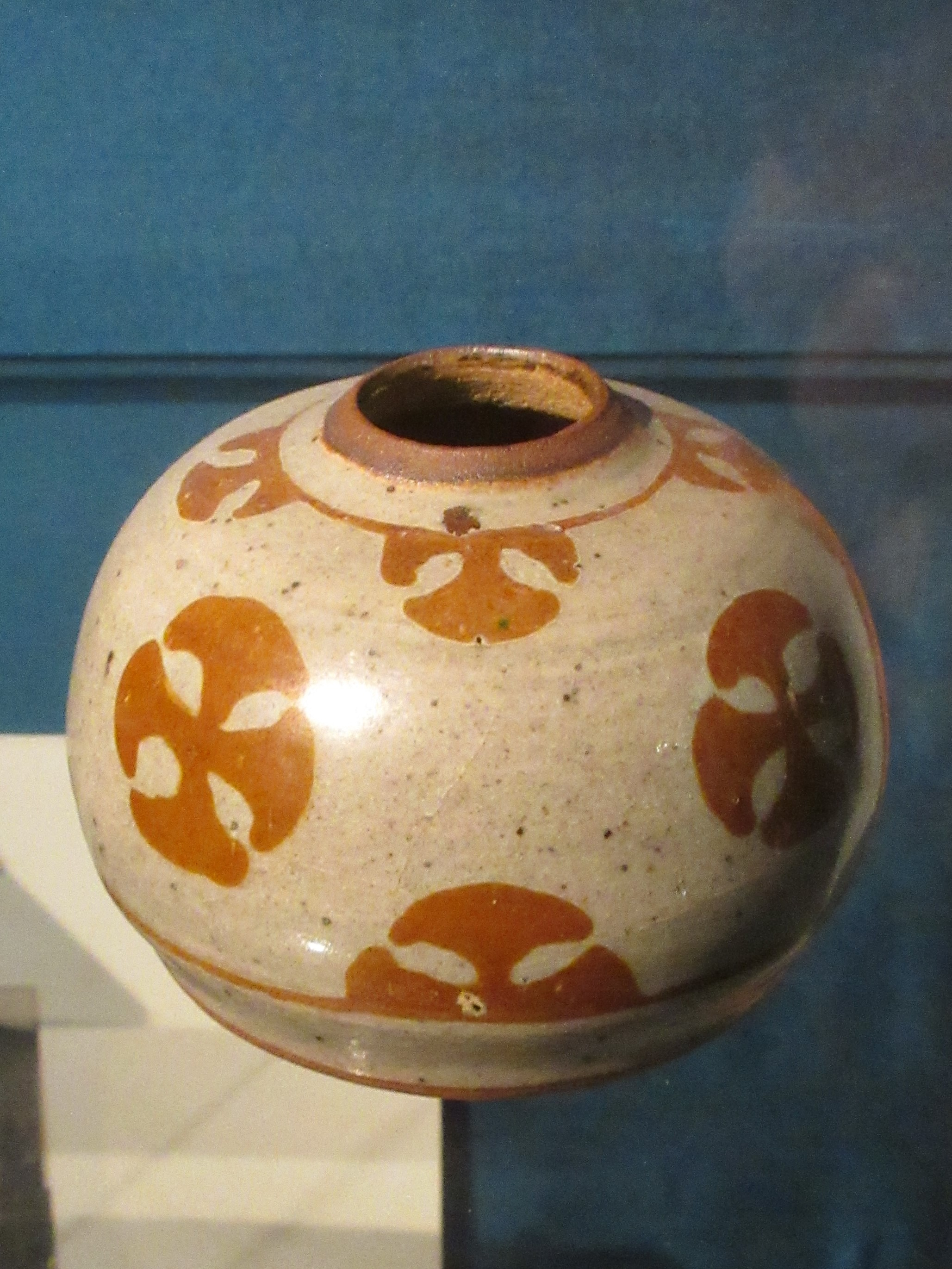
Vas från 1950-talet

Gertrud Hjorth Vasegaard, född 23 februari 1913 i Rønne, död 7 juli 2007 i Frederiksberg, var en dansk keramiker. 
Gertrud Vasegaard växte upp på Bornholm  som dotter till keramikern Hans Adolph Hjorth och målaren Johanne Marie Tvede Bruhn. Hon utbildades på familjens företag L. Hjorths Terracottefabrikk 1927–1929. Efter fortsatta studier 1930–1932 på Kunsthåndværkerskolen i Köpenhamn återvände hon till Bornholm och hade en keramikverkstad tillsammans med sin syster Lisbeth Munch-Petersen till 1937. Hon var knuten till Bing & Grøndahls porslinsfabrik 1945–1948, senare anställd 1949–1959. År 1959 öppnade hon en verkstad på Allégade tillsammans med maken Aksel Rode och dottern Myre Vasegaard i Köpenhamn och var därefter knuten till Den Kongelige Porcelænsfabrik 1959–1962 samt 1973–1975.
Hon fick Eckersbergmedaljen 1963 och C.F. Hansen-medaljen 1992. 
Gertrud Vasegaard var gift 1935–1948 med målaren och grafikern Sigurd Steen Vasegaard (1909–1967) samt 1961–1973 med konsthistorikern Aksel Rode (1905–1989). Hon var mor till keramikern Myre Vasegaard (1936–2006).

## Teservisen från 1956
Gertrud Vasegaards teservis från 1956 inkluderades i Danmarks kulturkanon. Servisen består av åtta delar: runda tekoppar, en fyrkantig teburk, en sexkantig tekanna och ett åttkantigt kakfat. Den gjordes av Bing og Grøndahl.